# Toppslätskivling
Toppslätskivling (Psilocybe semilanceata) är en i Sverige allmän psilocybinsvamp (en grupp av psykedeliska svampar) som växer främst på välgödslade gräs- och ängsmarker i hela landet, från de sydligaste spetsarna upp till fjällmarkerna i norr.
Toppslätskivlingen är hygrofan vilket innebär att den ändrar färg efter fuktighet. Den är vid torrt tillstånd halmfärgad eller sandgul och går mot grå-, brun- eller mörkbrun vid väta. Den geléliknande hatthuden går att dra av från hatten, vilket är ett karakteristiskt kännetecken för svampen. Det är en 4–9 cm hög svamp med smal, stel fot och hatt med en spetsig topp, också kallad umbo. Foten är ofta karakteristiskt skruvad eller krokig vilket till viss del skiljer den från andra svampar i liknande miljö. Den förväxlas ofta med gul kragskivling som till skillnad mot toppslätskivling ofta har rester av en ring strax under hatten. 
Toppslätskivlingen innehåller en hög halt av den hallucinogena substansen psilocybin. Den aktiva substansen psilocybin ingår i förteckning P I i 1971 års psykotropkonvention.
Svampen är narkotikaklassad i Sverige, vilket innebär att den är olaglig att plocka, odla eller inneha i landet.
Det har tidigare, felaktigt, hävdats att toppslätskivling växer på komockor, vilket däremot släktingen ringslätskivling (Psilocybe cubensis) gör. Den arten förekommer dock ej i Sverige.